# Lactobacillus yahamaniensis
Lactobacillus yahamaniensis is een bacteriesoort behorende tot het geslacht Lactobacillus en valt onder de melkzuurbacteriën. De soort is geïsoleerd uit rottende appels en cider.
Het is een gram-positieve facultatief anaërobe staafvormige bacterie.
De ondersoort: Lactobacillus yahamaniensis subsp. mali is hernoemd tot Lactobacillus mali.